# Ekängen
Ekängen – miejscowość (tätort) w Szwecji, w regionie administracyjnym (län) Östergötland, w gminie Linköping.
Według danych Szwedzkiego Urzędu Statystycznego liczba ludności wyniosła: 2485 (31 grudnia 2015), 2753 (31 grudnia 2018) i 2751 (31 grudnia 2019).